# Partito Comunista del Nepal (Pushpa Lal)
Il Partito Comunista del Nepal (Pushpa Lal), dal nome del suo principale dirigente Pushpa Lal Sestra, fu un partito comunista nepalese.
Il partito sorse quando Pushpa Lal Sestra, dirigente del Partito Comunista del Nepal, si trovò in disaccordo con il segretario Tulsi Lal Amatya, preferendo saltare lo stadio di nuova democrazia e passare direttamente alla democrazia popolare. Nel 1968, una grande parte dei militanti del PCN seguì Pushpa Lal nel formarne uno nuovo, più radicale, che per alcuni anni fu il partito comunista più forte del Nepal. Strinse inoltre stretti legami con il Partito Comunista d'India (Marxista), anche perché il quartier generale del PCN si trovava a Varanasi, in India, dal momento che in Nepal era in corso una severa repressione contro gli oppositori politici.
L'appello di Moham Bikran Singh e altri dirigenti comunisti per riunificare il Partito Comunista del Nepal intorno al 1972 rimase inascoltato da Pushpa Lal. Egli cercò invece di stringere accordi con il Congresso Nepalese contro la monarchia.
Nel 1971, il Partito soffrì una scissione da parte dei sostenitori di un giovane dirigente di Bhaktapur, Narayan Man Bijukchhe, poiché Pushpa Lal aveva appoggiato l'intervento indiano in Pakistan. Bijukchhe denunciò il PCN di essere sottomesso al governo indiano e di non essere in grado di denunciare il social-imperialismo sovietico. Nel 1976 fondò l'Organizzazione dei Contadini e degli Operai del Nepal.
Pushpa Lal Sestra morì nel 1978; il controllo del Partito fu allora assunto da sua moglie, Sahana Pradhan, la quale lo impostò su posizioni più moderate rispetto al passato. Sotto Pradhan, il PCN rafforzò i propri legami con il Congresso Nepalese e si batté per una democrazia multipartitica, abbandonando le precedenti rivendicazioni della "democrazia popolare".
Nel 1987, insieme al partito comunista di Manmohan Adhikari, il PCN di Pradhan formò il Partito Comunista del Nepal (marxista).
L'organo di stampa del Partito era Naya Janvad.